# Ahmed Abdullah
Ahmed Abdullah, geboren als Leroy Bland (New York, 10 mei 1947), is een Amerikaanse jazztrompettist.

## Biografie
Ahmed Abdullah begon op 13-jarige leeftijd onder invloed van de muziek van Louis Armstrong trompet te spelen en werkte eerst met plaatselijke rhythm-and-blues-bands. Midden jaren 1960 concentreerde hij zich op de freejazz-beweging. Tijdens de jaren 1970 werd hij bekend in het New Yorkse loftcircuit (Wildflowers Loft-Sessions, 1976) en speelde hij in 1976 en opnieuw in 1990 in het Sun Ra-Arkestra. Sindsdien werkte hij o.a. met Ed Blackwell, Arthur Blythe, Malachi Favors, Billy Bang, Chico Freeman, Ronnie Boykins, Charles Brackeen, Steve Reid, John Hicks, Sam Rivers en Marion Brown. Abdullah leidde zijn Solomonic Quintet en formaties als Abdullah Life's Force, NAM en Ebonic Tones en hij nam enkele albums op voor de labels About Time, Silkheart Records, CIMP en Cadence Jazz Records, waaraan o.a. Charles Brackeen, Vincent Chancey, Jay Hoggard, Charles Moffett, Fred Hopkins, Carlos Ward en David S. Ware meewerkten.
Geïnspireerd door de geboorte van zijn dochter op de dag van de terreuraanslagen van 11 september 2001 nam hij in mei 2004 met Billy Bang, de baritonsaxofonist Alex Harding, de bassist Alex Blake en de drummer Andre Stobert het veel gerespecteerde album Tara's Song op, met composities van Sun Ra (Tapestry, Fate in a Pleasant Mood), Gigi Gryce (Sans Souci) en een lange versie van zijn eigen compositie The Cave. In 2013 werkte hij met Charles Burnham, Reggie Nicholson en D.D. Jackson.
Ahmed Abdullah doceert aan The New School University van New York.

## Discografie
Albums onder zijn eigen naam
- 1979: Life's Force (About Time) met Vincent Chancey, Jay Hoggard
- 1987: Liquid Magic (Silkheart Records) met Charles Brackeen
- ????: Ahmed Abdullah and His Solomonic Quintet (Silkheart Records) met David S. Ware, Fred Hopkins
- 1997: Dedication (CIMP)
- 1999: Actual Proof (CIMP)
- 2004: Tara's Song (TUM)

Albums als sideman
- 1984: Billy Bang: The Fire from Within (Soul Note)
- 1976/77: Sun Ra Arkestra: A Quiet Place in the Universe (Leo Records), Destination Unknown (Enja Records)
- 1977: Arthur Blythe: In Concert; The Grip (India Navigation)
- 1987: Dennis González: Namesake (Silkheart Records)
- 1990:Sun Ra Arkestra: Mayan Temples (Black Saint)